# シンパーティコ
『シンパーティコ』（Simpatico）は、イギリスのロックバンド、ザ・シャーラタンズの9枚目のアルバム。2006年4月17日にリリース。ダブやレゲエの影響を受けたサウンドを展開し、全英10位を記録。

## 収録曲
1. ブラッケンド・ブルー・アイズ "Blackened Blue Eyes" - 4:19
2. NYC（ゼアズ・ノー・ニード・トゥ・ストップ） "NYC (There's No Need to Stop)" - 3:32
3. フォー・ユア・エンターテインメント "For Your Entertainment" - 3:58
4. デッド・マンズ・アイ "Dead Man's Eye" - 4:21
5. マディ・グラウンド "Muddy Ground" - 4:00
6. シティ・オブ・ザ・デッド "City of the Dead" - 4:02
7. ロード・トゥ・パラダイス "Road to Paradise" - 4:32
8. ホエン・ザ・ライツ・ゴー・アウト・イン・ロンドン "When the Lights Go Out in London" - 4:20
9. ジ・アーキテクト "The Architect" - 4:10
10. グローリー・グローリー "Glory Glory" - 3:31
11. サンセット＆ヴァイン "Sunset & Vine" - 3:45

### 日本盤ボーナス・トラック
1. アライズ、アライズ "Arise, Arise" - 4:03
2. ドント・ユー・ウォーリー "Don't You Worry" - 3:39

## 参加ミュージシャン
- ティム・バージェス - ボーカル、ハーモニカ、鍵盤ハーモニカ
- マーク・コリンズ - ギター
- マーティン・ブラント - ベースギター
- ジョン・ブルックス - ドラムス
- トニー・ロジャース - キーボード、バックボーカル

### その他ミュージシャン
- ジェド・リンチ - パーカッション